# Wierne blizny
Pour plus de détails, voir Fiche technique et Distribution.
Wierne blizny est un film polonais réalisé en 1981 par Włodzimierz Olszewski.

## Fiche technique
- Titre original : Wierne Blizny
- Réalisation : Włodzimierz Olszewski
- Scénario : Jerzy Grzymkowski
- Musique : Piotr Marczewski
- Photographie : Czesław Świrta
- Montage : Halina Nawrocka
- Pays :  Pologne
- Genre : Drame
- Durée : 82 minutes
- Dates de sortie :
  -  Pologne : 4 octobre 1982

## Distribution
- Andrzej Precigs : Juszczak le porte-drapeau
- Bogusław Linda : Miki, l'ami de Madejski
- Jadwiga Kuryluk : Tante de Madejski
- Lech Mackiewicz : Polek
- Marian Opania : Globus
- Adam Ferency : Roman
- Jan Frycz : Lieutenant Stefan Madejski
- Ewa Blaszczyk : Lenka
- Irena Kownas : épouse de Fux
- Laura Łącz : Grażyna
- Stefan Paska : Zacharuk, l'adjudant de Madejski
- Jacek Bursztynowicz : Lieutenant Wachowiak, l'officier chargé de l'enquête
- Lech Łotocki : Lolek Lewkowicz, collègue de Madejski dans le Corps de sécurité intérieure
- Jerzy Molga : Major interrogeant Madejski
- Włodzimierz Maciudziński
- Andrzej Mrozek : Juge au procès de Madejski.
- Jacek Borkowski : Lieutenant "Wydra", commandant de l'unité
- Władysław Dewoyno : Kręźlewicz, un paysan du village.
- Grzegorz Heromiński : Greffier de la commission militaire (ne figure pas dans le générique).
- Tadeusz Teodorczyk : Juge au procès de Madejski (ne figure pas dans le générique)
- Virgiliusz Gryń : Opérateur de la pelle mécanique hydraulique